# Kiritimati
Kiritimati hay đảo Christmas là một rạn san hô vòng ở phía bắc Quần đảo Line tại Thái Bình Dương và thuộc chủ quyền của Cộng hòa Kiribati.
Đây là rạn san hô vòng có diện tích đất nổi lớn nhất thế giới 322 kilômét vuông (124 dặm vuông Anh); phá của hòn đảo cũng có cùng kích thước. Rạn san hô vòng có chu vi 150 km (93 mi), trong khi bờ giáp với vụng biển trải dài 48 km (30 mi). Kiritimati chiếm trên 70% tổng diện tích đất liền của Kiribati, một đảo quốc bao gồm 33 rạn san hô vòng và đảo tại Thái Bình Dương.
Kiritimati được biết đến với ngành đánh cá mòi đường (Albula vulpes) đẳng cấp thế giới. Đảo cũng có các hoạt động quan sát chim và lướt sóng.
Đảo nằm cách 232 km (144 mi) về phía bắc của xích đạo, 6.700 km (4.200 mi) từ Sydney, và 5.360 km (3.330 mi) từ San Francisco. Kiritimati nằm trên múi giờ sớm nhất của thế giới, UTC+14, và hòn đảo vì vậy là một trong những nơi đón năm mới đầu tiên trên Trái Đất. Tuy nhiên, về mặt địa lý, đảo cách kinh tuyến 180°Đ tới 2.460 km (1.530 mi) về phía đông, năm 1995 chính phủ đảo quốc đã "chuyển" hòn đảo về phía tây của đường đổi ngày quốc tế.
Các vụ thử hạt nhân đã được Anh Quốc tiến hành tại khu vực quanh đảo Kiritimati vào cuối thập niên, và Hoa Kỳ vào năm 1962. Trong những vụ thử này, người dân trên đảo không được di tản. Sau đó các quân nhân Anh Quốc, New Zealand, và Fijian servicemen cũng như dân đảo được tuyên bố là đã phơi nhiễm bức xạ từ các vụ nổ.
Toàn bộ hòn đảo là Vùng Trú ẩn của chim hoang dã; việc tiếp cận một số nơi bị hạn chế.
Tên gọi "Kiritimati" bắt nguồn từ tiếng Anh "Christmas", trong đó âm kết hợp ti đọc là /s/.